# Plaion
Plaion (voorheen Koch Media) is een Oostenrijks mediabedrijf dat is gevestigd in Höfen.

## Geschiedenis
Het bedrijf werd opgericht in 1994 door Franz Koch en Klemens Kundratitz en begon als uitgever van software en computerspellen. In 2002 richtte het Deep Silver op, een spelstudio en voornamelijk uitgever van onder meer de titels S.T.A.L.K.E.R.: Clear Sky, Catherine en Saints Row IV.
In 2003 werd een bedrijfsonderdeel gestart onder de naam Koch Home Entertainment voor het distribueren van films. Er werden begin 2009 verschillende kantoren geopend voor de Scandinavische landen en de Benelux.
Op 14 februari 2018 is Koch Media, met inbegrip van diens dochter Deep Silver, overgenomen door THQ Nordic, een Oostenrijkse computerspeluitgever opgericht door Lars Wingefors. Er werd bekend dat er een bedrag van 121 miljoen euro is neergeteld voor de overname. Franz Koch verkocht al zijn aandelen en ging met pensioen. Kundratitz werd aangewezen als nieuwe CEO.
THQ Nordic ging in 2018 op in het Zweedse holdingbedrijf Embracer Group. Op 4 augustus 2022 werd Koch Media hernoemd naar Plaion.

## Divisies
Koch Media nam in de periode tussen 2013 en 2021 verschillende spelstudio's over. Dit zijn:
- Deep Silver
- Warhorse Studios
- Development Plus
- Flying Wild Hog
- Gaya Entertainment
- Plaion Pictures

- Milestone
- Prime Matter
- Ravenscourt
- Splatter Connect
- Vertigo Games
- DigixArt